# Saint-Germain-sous-Cailly
Saint-Germain-sous-Cailly is een gemeente in het Franse departement Seine-Maritime (regio Normandië) en telt 210 inwoners (1999). De plaats maakt deel uit van het arrondissement Rouen.

## Geografie
De oppervlakte van Saint-Germain-sous-Cailly bedraagt 4,0 km², de bevolkingsdichtheid is 52,5 inwoners per km².
De onderstaande kaart toont de ligging van Saint-Germain-sous-Cailly met de belangrijkste infrastructuur en aangrenzende gemeenten.

## Demografie
Onderstaande figuur toont het verloop van het inwonertal (bron: INSEE-tellingen).

## Geboren
- Ogier Gisleen van Busbeke (1521/22 - 1592) op kasteel Maillot